# Зеркало Венеры
Зеркало Венеры (♀) — может означать:
- женский пол и женский гендер;
- планету Венера;
- химический элемент медь (устарело);
- римскую богиню Венеру или греческую богиню Афродиту.

## История
Первоначально Зеркало Венеры изображалось без перекладины, которая была добавлена позже, чтобы придать символу менее языческий вид, и предположительно изображало зеркало или бусы.
По другой версии Зеркало Венеры — трансформированный древнеегипетский символ жизни — анх, являвшийся также иероглифом.
Древние греки, а затем и римляне, верили, что богиня красоты Венера (Афродита) появилась на свет из морской пены, и произошло это на берегу острова Кипр, поэтому её называли Венерой-Кипридой. Ещё в древности на Кипре были найдены громадные месторождения меди, и Кипр стал «медным» центром всего Средиземноморья, из меди также делались зеркала. Поэтому у средневековых алхимиков символ «зеркало Венеры» стал обозначать медь.
В биологии и ботанике он используется для обозначения женского пола (наряду с щитом и копьём Марса, представляющими мужской пол) в соответствии с соглашением, введённым Линнеем в 1750-х годах.

### В России
В 1735 году В. Н. Татищев выбрал этот символ брендовым знаком для Полевского медеплавильного завода, им по 1759 год клеймилась полевская медь. Ныне этот символ остаётся на гербе города Полевской.
Существует мнение, что легендарная Хозяйка Медной горы, воспетая П. П. Бажовым, — это преломлённый народным сознанием образ богини Венеры. По результатам фольклорных экспедиций и анализа преданий отмечается её принадлежность «медной горе» в самом Полевском — как «Хозяйки» градообразующего Гумёшевского медного рудника. В XVIII веке Гумёшевский рудник приобрёл всемирную известность как основной в Российской империи поставщик зелёного поделочного камня — малахита (карбоната меди) — и являлся крупнейшим в то время месторождением медных руд на Среднем Урале, хотя к середине XX века был выработан.

## Галерея

Средневековая (Иоанн X, XII век) форма символа Венеры; горизонтальный штрих был добавлен, чтобы сформировать христианский крест, в раннее Новое время.
Символ Венеры на гербе муниципалитета Фалун в Швеции (1932 г.), здесь символизирует добычу меди.
Поднятый кулак внутри символа Венеры, используемый как символ феминизма, начиная со второй волны (1960-е годы)